# Alicia Keys
Alicia Augello Cook (Nueva York, 25 de enero de 1981), conocida artísticamente como Alicia Keys es una cantante, productora musical y actriz estadounidense. Alicia Keys ha ganado 17 premios Grammy a lo largo de su carrera.Una pianista de formación clásica, Keys comenzó a componer canciones cuando tenía 12 años y firmó con Columbia Records a los 15 años. Después de disputas con el sello, firmó con Arista Records y luego lanzó su álbum debut, Songs in A Minor, con J Records en 2001. El álbum fue un éxito comercial y de crítica, vendiendo más de 12 millones de copias en todo el mundo. Generó el sencillo número uno de Billboard Hot 100 «Fallin'», y le valió a Keys cinco premios Grammy en 2002. Su segundo álbum, The Diary of Alicia Keys (2003), también fue un éxito comercial y de crítica, vendiendo ocho millones de copias en todo el mundo, y produciendo los sencillos «You Don't Know My Name», «If I Ain't Got You» y «Diary». El álbum le valió cuatro premios Grammy adicionales.
En 2004, su dueto «My Boo» con Usher se convirtió en su segundo sencillo número uno. Keys lanzó su primer álbum en vivo, Unplugged (2005), y se convirtió en la primera mujer en debutar con un álbum MTV Unplugged en el número uno. Su tercer álbum, As I Am (2007), vendió siete millones de copias en todo el mundo y produjo el sencillo número uno del Hot 100 «No One». En 2007, Keys hizo su debut cinematográfico en la película de suspenso y acción Smokin' Aces. Lanzó el tema principal de la película de James Bond Quantum of Solace «Another Way to Die» con Jack White. Su cuarto álbum, The Element of Freedom (2009), se convirtió en su primer álbum que encabezó las listas de éxitos en el Reino Unido y vendió cuatro millones de copias en todo el mundo. El álbum incluía los sencillos de las listas Billboard Hot 100 «Doesn't Mean Anything», «Try Sleeping with a Broken Heart», «Un-Thinkable (I'm Ready)». La colaboración de Keys con Jay-Z en «Empire State of Mind» (2009) se convirtió en su cuarto sencillo número uno en los Estados Unidos. Su quinto álbum Girl on Fire (2012), se convirtió en su quinto álbum principal en Billboard 200 e incluyó la exitosa canción principal. Su sexto álbum de estudio, Here (2016), se convirtió en su séptimo álbum que encabezó las listas de éxitos de R&B/Hip-Hop en Estados Unidos. Sus álbumes de estudio séptimo y octavo, Alicia (2020) y Keys (2021), generaron los sencillos «Show Me Love», «Underdog», «Lala» y «Best of Me». Lanzó Santa Baby, su noveno álbum de estudio, en 2022 bajo su sello independiente, Alicia Keys Records.
Keys ha vendido más de 90 millones de discos en todo el mundo, lo que la convierte en una de las artistas musicales más vendidas del mundo. Fue nombrada por Billboard como la Artista de R&B/Hip-Hop de la Década (años 2000) y ocupó el décimo lugar en su lista de los 50 mejores artistas de R&B/Hip-Hop de los últimos 25 años. Ha recibido numerosos elogios en su carrera, incluidos 17 premios Grammy, 17 premios NAACP Image, 12 premios ASCAP y un premio del Salón de la Fama de los Compositores y la Asociación Nacional de Editores de Música. VH1 la incluyó en sus listas de los 100 mejores artistas de todos los tiempos y de las 100 mejores mujeres en la música, mientras que Time la nombró en su lista de las 100 personas más influyentes en 2005 y 2017. Keys también es aclamada por su trabajo humanitario, filantrópico y activismo y ser nombrada Embajadora de Conciencia por Amnistía Internacional; es cofundadora y embajadora global de la organización sin fines de lucro que lucha contra el VIH/SIDA Keep a Child Alive.

## Biografía y carrera artística

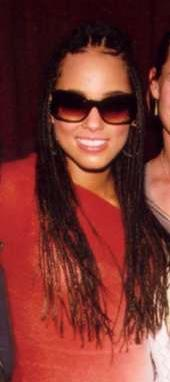
Keys en 2003.

### 1981-1993: Juventud
Alicia Augello Cook nació el 25 de enero de 1981 en el barrio de Hell's Kitchen en el distrito de Manhattan de la ciudad de Nueva York. Ella es la única hija de Teresa (Augello), una asistente legal y actriz de medio tiempo, y una de los tres hijos de Craig Cook, un asistente de vuelo. El padre de Keys es afroamericano y su madre es de ascendencia italiana (Sicilia y Calabria), escocesa e irlandesa. Llamada así por su madrina puertorriqueña, Keys expresó que estaba cómoda con su herencia multirracial porque sentía que podía «relacionarse con diferentes culturas». El padre de Keys se fue cuando ella tenía dos años y posteriormente fue criada por su madre durante sus años de formación en Hell's Kitchen. Keys dijo que sus padres nunca tuvieron una relación, y su padre no estaba en su vida. Aunque a ella no le gustaba hablar sobre su padre para no alimentar los estereotipos, Keys comentó en 2001: «No estoy en contacto con él. Está bien. Cuando era más joven, me preocupé por eso. Pero me ayudó a mostrarme lo fuerte que era mi madre y me hizo querer ser fuerte como ella. Probablemente, fue mejor para mí de esta manera». Keys y su madre vivían en un apartamento de una habitación. Su madre a menudo trabajaba en tres trabajos para mantener a Keys, quien "aprendió a sobrevivir" del ejemplo de tenacidad y confianza en sí mismo de su madre
Desde su juventud, Keys luchó con los problemas de autoestima, se «escondió» poco a poco cuando sus diferencias la hicieron vulnerable. Viviendo en el difícil vecindario de Hell's Kitchen, desde muy temprana edad, estuvo expuesta regularmente a la violencia callejera, las drogas, la prostitución y fue sometida a proposiciones sexuales en el área del comercio sexual y el crimen. «Vi a una variedad de personas crecer, y estilos de vida, mínimos y máximos. Creo que te hace darte cuenta de inmediato de lo que quieres y de lo que no quieres», dijo Keys. Keys recordó sentirse temerosa desde el principio del «instinto animal» que presenció, y finalmente sentirse «alto» debido al acoso recurrente. Sus experiencias en las calles la llevaron a llevar un cuchillo casero para protegerse.  Se volvió muy cautelosa, emocionalmente custodiada, y comenzó a usar ropa neutra al género y lo que se convertiría en su marca registrada. Keys explicó que está agradecida por haber crecido allí donde lo hizo, ya que la preparó para los paralelos en la industria de la música, particularmente cuando era una adolescente que estaba comenzando; ella podía mantener un enfoque particular y no descarrilarse a sí misma.  Ella le da crédito a su «dura» madre por anclarla en el camino correcto, en lugar de a muchas personas que conoció que terminaron en el camino equivocado y en la cárcel. Keys atribuyó su madurez inusual como una niña a su madre, que dependía de ella para ser responsable mientras trabajaba para cuidarlos y darle a Keys la mayor cantidad de oportunidades posible.
Keys se inscribió en la Escuela de Artes Escénicas Profesionales a la edad de 12 años, donde tomó clases de música, danza y teatro y se especializó en coro. En sus años de preadolescencia, Keys y su amigo de bajo formaron su primer grupo, aunque ninguno de ellos «sabía demasiado sobre cómo funcionaban las canciones pop».  Keys seguiría cantando, escribiendo canciones y actuando en grupos musicales a lo largo de la escuela secundaria y preparatoria. Se convirtió en una pianista consumada, y después de que a su profesora de música clásica no le quedaba nada para enseñarle, comenzó a estudiar jazz a los 14 años. vivir en la ciudad del "crisol musical", Keys ya había estado descubriendo otros géneros de música, incluida la música soul, el hip hop, el R&B y la afinidad con artistas como Marvin Gaye y Curtis Mayfield. Clave en diseccionar música, Keys continuó desarrollando su composición y encontrando su propio 'flujo y estilo' a través de su exploración de las complejidades de la música diferente.
Keys pasó más tiempo en Harlem durante su adolescencia. Se conectó con la diversidad cultural y racial en el vecindario, donde se expandió en su exploración musical y su carácter también se solidificó. «Harlem me crió de muchas maneras», comentó Keys. «Me enseñó a pensar rápido, a jugar el juego [...] me enseñó a liderar, a salir de las situaciones malas cuando es necesario, a defenderme». Durante este período, conoció a su amigo y futuro colaborador Kerry Brothers Jr..

### 1994-1997: Comienzos
En 1994, el gerente Jeff Robinson conoció a Keys, de 13 años, quien participó en la organización juvenil de su hermano llamada Teens in Motion. El hermano de Robinson había estado dando lecciones vocales a Keys en Harlem. Su hermano había hablado con él sobre Keys y le había aconsejado que fuera a verla, pero Robinson se encogió de hombros porque había "escuchado esa historia mil veces". En ese momento, Keys formaba parte de una banda de tres niñas que se había formado en el Bronx y se estaba presentando en Harlem. Robinson finalmente accedió a la solicitud de su hermano y fue a ver a Keys tocar con su grupo en la liga Police Athletic Center en Harlem. Pronto fue capturado por ella, su canto conmovedor, tocando música clásica y contemporánea e interpretando sus propias canciones. Robinson estaba emocionado por las reacciones incrédulas del público ante ella. Impresionado por sus talentos, carisma, imagen y madurez, Robinson consideró que ella era el "paquete total" y la tomó bajo su ala. En ese momento, Keys ya había escrito dos de las canciones que luego incluiría en su álbum debut, "Butterflyz" y "The Life".
Robinson y Edge ayudaron a Keys a armar algunas demos de canciones que ella había escrito y armó un escaparate para ejecutivos de sellos. Keys interpretaba el piano y voz de varias marcas, y una guerra de ofertas se produjo.  Edge estaba dispuesto a firmar el mismo Keys, pero no pudo hacerlo en ese momento debido a estar a punto de dejar a su compañía discográfica actual, Warner Bros. Records, para trabajar en Arista Records de Clive Davis. Durante este período, Columbia Records se acercó a Keys para un contrato de grabación, ofreciéndole un piano de cola blanco de $ 26,000; después de las negociaciones con ella y su gerente, firmó con la disquera, a los 15 años. Keys también estaba terminando la escuela secundaria, y su éxito académico le había brindado la oportunidad de obtener una beca y la admisión temprana a la universidad. Ese año, Keys aceptó una beca para estudiar en la Universidad de Columbia en Manhattan. Se graduó de la preparatoria a temprana edad como valedictorian, a la edad de 16 años, y comenzó a asistir a la Universidad de Columbia a esa edad mientras trabajaba en su música. Keys intento manejar un horario difícil entre la universidad y el trabajo en el estudio hasta la mañana, agravando el estrés y una relación distante con su madre. A menudo se quedaba fuera de casa y escribía algunos de los poemas más "deprimentes" de su vida durante este período. Keys decidió abandonar la universidad después de un mes para dedicarse a la música a tiempo completo.

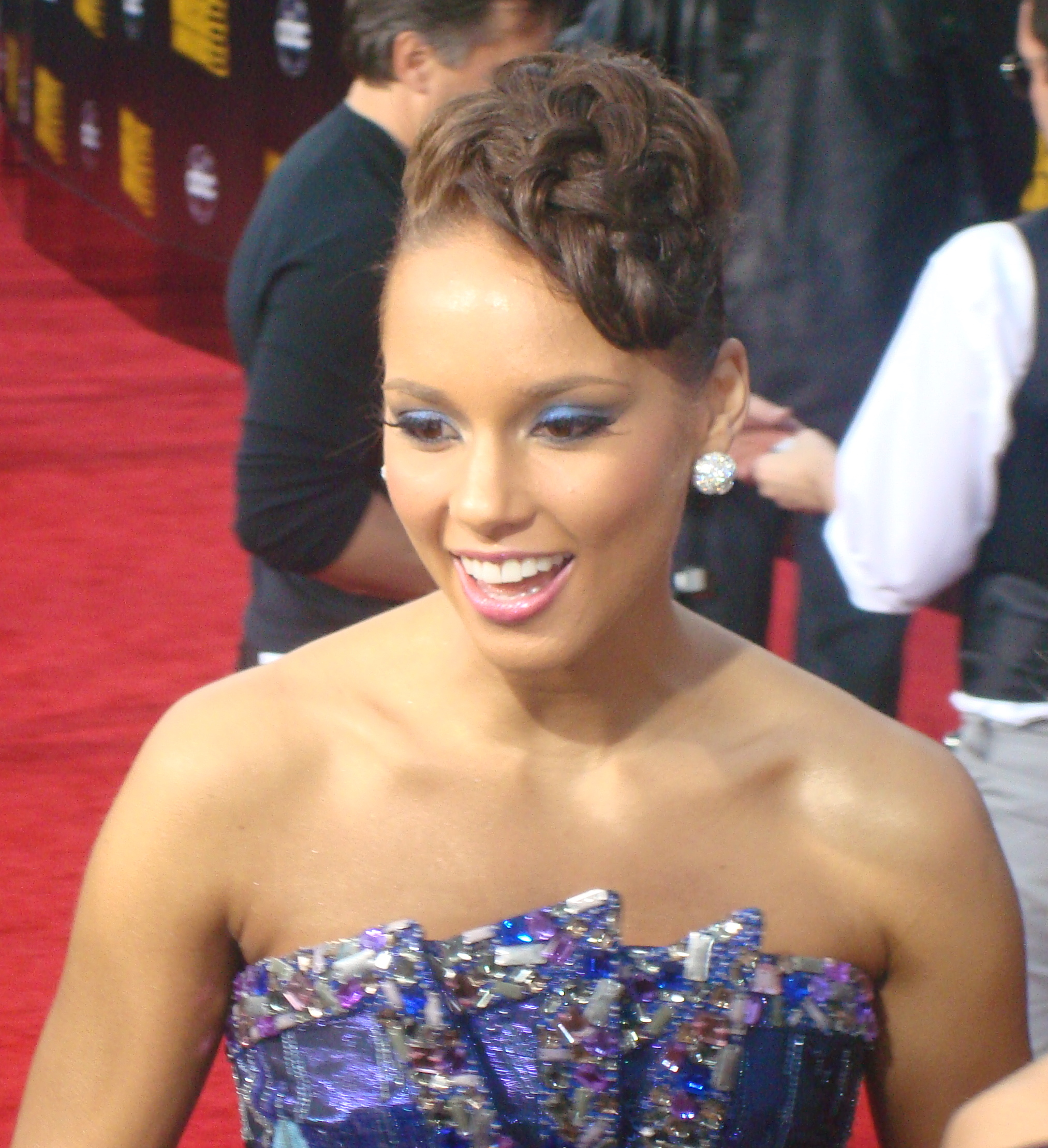
Keys en la entrega número 37 de los premios American Music Awards, en noviembre de 2009.

Columbia Records había reclutado a un equipo de compositores, productores y estilistas para trabajar con Keys y su música. Querían que Keys fuera creativa también con su imagen. Keys dijo que no eran receptivos a sus contribuciones y que era músico y creador de música.  Mientras Keys trabajaba en sus canciones, los ejecutivos de Columbia intentaron cambiar su material; querían que ella cantara y que otros crearan la música, lo que obligó a los grandes productores a que la exigieran que también escribiera con personas con las que no se sentía cómoda. Ella entraría en sesiones ya preparadas con la música que había compuesto, pero la etiqueta rechazaría su trabajo a favor de su visión.. "Fue una batalla constante, fue una gran cantidad de organismos", recordó Keys. "Estaba el sexismo, pero era más el envejecimiento, eres demasiado joven, ¿cómo podrías saber lo que quieres hacer? Y, Dios mío, eso me mató, lo odié".  "La música que salió fue muy decepcionante", recordó. "Tienes este deseo de tener algo bueno, y tienes pensamientos e ideas, pero cuando terminas la música es una mierda, y sigue así".  Las claves estarían en el "purgatorio de la industria musical perpetua" bajo Columbia , mientras que finalmente "la relegaron a la plataforma". Ella interpretó "Little Drummer Girl" para la compilación navideña de So So Def en 1996, y más tarde coescribió la canción "Dah Dee Dah (Sexy Thing)" para la banda sonora de Men in Black (1997), la única editada. Grabación de Keys hechas con Columbia.
Keys "odiaba" la experiencia de escribir con la gente que Columbia había traído. "Recuerdo que un día fui al estudio con terror en mi pecho", recordó. Keys dijo que los productores también le propondrían sexualmente.  "Está por todas partes. Y es una locura. Y es muy difícil de entender y manejar", dijo.  Keys ya había desarrollado una mentalidad de "protéjase" al crecer en Hell's Kitchen, lo que le sirvió de joven adolescente en la industria al tener que rechazar los avances de los productores y estar cerca de personas que "solo querían usar". Keys se sentía como si no pudiera mostrar debilidad. Los ejecutivos de Columbia también querían fabricar su imagen, con su "cabello revuelto y suelto", vestidos cortos y pedirle que perdiera peso; "Querían que yo fuera igual a todos los demás", sentían Keys. "Tuve experiencias horribles", recordó. "Eran tan irrespetuosos ... comencé a pensar: 'Oye, nada vale todo esto'". A medida que pasaban los meses, Keys se había vuelto más frustrado y deprimido con la situación, mientras que la etiqueta pedía las canciones terminadas. Keys recordó: "fue en esa época cuando me di cuenta de que no podía hacerlo con otras personas. Tenía que hacerlo más conmigo mismo, con las personas con las que me sentía cómodo o solo con mi piano". Keys decidió sentarse con algunos productores e ingenieros para hacer preguntas y verlos trabajar técnicamente en la música de otros artistas. "La única forma en que sonaría como algo de lo que me sentiría remotamente orgulloso es si lo hiciera", determinó Keys. "Ya conocía el teclado, así que eso era una ventaja. Y el resto era ver a la gente trabajar con otros artistas y ver cómo se colocan las capas".
Su amigo Kerry Brothers Jr. le sugirió a Keys que comprara su propio equipo y grabara por su cuenta. Keys comenzó a trabajar por separado de la etiqueta, explorando más producción e ingeniería por su cuenta con su propio equipo. Se había mudado del apartamento de su madre a un apartamento sin ascensor en el sexto piso en Harlem, donde instaló un estudio de grabación en su habitación y trabajó en su música. Keys sentía que estar sola era "necesaria" para su cordura. Estaba "pasando por mucho" consigo misma y con su madre, y "necesitaba el espacio"; "Necesitaba tener mis propios pensamientos, hacer mis propias cosas".  Keys luego se mudó a Queens y convirtió el sótano en KrucialKeys Studios con Brothers. Keys regresaría a la casa de su madre periódicamente, particularmente cuando se sentía "perdida, desequilibrada o sola". "Ella probablemente estaría trabajando y yo me sentaría al piano", recordó. Durante este tiempo, ella compuso la canción "Troubles", que comenzó como "una conversación con Dios", trabajando en ella más a fondo en Harlem. Alrededor de este tiempo, el álbum "comenzó a unirse", y ella compuso y grabó la mayoría de las canciones que aparecerían en su álbum. "Finalmente, supe cómo estructurar mis sentimientos en algo que tenía sentido, algo que se puede traducir a las personas", recordó Keys. "Ese fue un punto de cambio. Mi confianza aumentó, muy alta".  La experiencia diferente revitalizó a Keys y su música.  Mientras el álbum estaba casi terminado, la administración de Columbia cambió y surgieron diferencias más creativas con los nuevos ejecutivos. Keys llevó sus canciones a los ejecutivos, quienes rechazaron su trabajo y dijeron que "sonaba como una larga demostración". Querían que Keys cantara sobre su círculo, y le dijeron a Keys que traerían un equipo "top" y que obtendrían "un sonido más amigable para la radio". Keys no lo permitiría; "Ya habían soltado al monstruo", recordó. "Una vez que comencé a producir mis propias cosas, ya no había vuelta atrás". Keys dijo que Columbia tenía la "visión equivocada" para ella. "Ellos no querían que yo fuera un individuo, realmente no les importaba", concluyó Keys: "Solo querían ponerme en una caja". El control sobre su proceso creativo era "todo" para Keys.

### 1998-2002:Songs in A Minor
Robinson y Keys, con la ayuda de Davis, pudieron negociar el contrato de Columbia y firmó con Arista Records a fines de 1998. Keys también pudo irse con la música que ella había creado. Davis le dio a Keys la libertad creativa y el control que quería, y la alentó a ser ella misma. Keys dijo sobre el instinto de Davis: "él sabe qué artistas son los que quizás necesitan crear su propio sonido, estilo y canciones, y usted solo tiene que dejar ir a un artista y encontrar ese espacio. Y creo que de alguna manera él lo sabía. y lo vi en mí y realmente me dejaron encontrar eso ". Después de firmar con Davis, Keys continuó afinando sus canciones. Keys casi eligió a Wilde como su nombre artístico a la edad de 16 años hasta que su gerente sugirió el nombre de Keys después de un sueño que tuvo. Ella sintió que ese nombre la encarnaba tanto como intérprete como persona. Keys contribuyó con sus canciones "Rock wit U" y "Rear View Mirror" a las bandas sonoras de las películas Shaft (2000) y Dr. Dolittle 2 (2001), respectivamente.
En el 2000, Davis fue expulsado de Arista y el lanzamiento del álbum de Keys quedó en suspenso. Más tarde ese año, Davis formó J Records e inmediatamente firmó Keys para el sello. "No intentó desviarme a otra cosa", dijo Keys al seguir a Davis a su nuevo sello. Él entendió que ella quiere ser ella misma y no "convertirse en lo que otra persona piensa que debería ser".
Songs in A Minor, que incluían material que Columbia Records había rechazado, se publicaron el 5 de junio de 2001,   con aclamación por parte de lacrítica. Musicalmente, incorporó el piano clásico en un álbum de R&B, soul y jazz fusionado. Jam! describió la música como "sonidos y actitudes urbanas de la vieja escuela en un contexto de piano clásico y voces dulces y cálidas". USA Today escribió que Keys "aprovecha el blues, el soul, el jazz e incluso la música clásica para impulsar melodías inquietantes y funk de disco duro". Las canciones de A Minor serían "elogiadas por su mezcla de valores tradicionales del alma y la frialdad de las chicas de la ciudad", escribió The Guardian. PopMatters escribió que "Las canciones de Keys in A Minor son un testimonio de su deseo (y paciencia) de crear un proyecto que refleje mejor su sensibilidad como mujer de 20 años y como híbrida musical, cultural y racial".

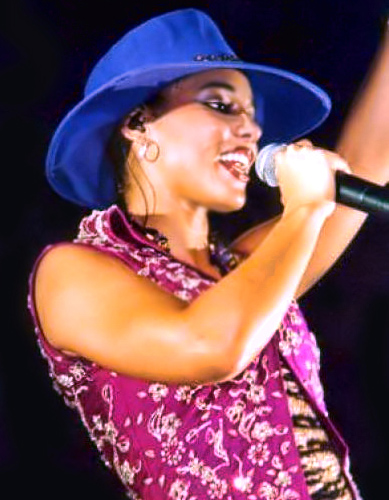
Keys durante una presentación en Frankfurt, Alemania, en 2002.

Songs in A Minor recibió seis nominaciones a los Premios Grammy, incluido el disco del año por "Fallin '". En los Premios Grammy de 2002, Keys ganó cinco Premios Grammy: Canción del año, Mejor interpretación vocal femenina de R&B y Mejor canción de R&B por "Fallin '", Mejor artista nueva y Mejor álbum de R&B. .  Keys empató el récord de Lauryn Hill por la mayor cantidad de premios Grammy para una solista en un año.  Ese año, Keys escribió y produjo la canción "Impossible" para el álbum Stripped (2002) de Christina Aguilera, que también ofrece voces de fondo y piano. A principios de la década de 2000, Keys también hizo pequeños cameos en las series de televisión  Charmed  y American Dreams.

### 2003-2005:The Diary of Alicia KeysyUnplugged
A finales de 2003 Keys publica The Diary of Alicia Key el álbum debutó en el número uno en el Billboard 200, vendiendo más de 618,000 copias en su primera semana de lanzamiento, convirtiéndose en la mayor venta de una artista para la primera semana en 2003. Vendió 4.4 millones de copias en los Estados Unidos y fue certificado cuatro veces Platino por la RIAA. Vendió ocho millones de copias en todo el mundo, convirtiéndose en el sexto álbum más vendido por una artista femenina y el segundo álbum más vendido por una artista de R&B.
Keys tocó y grabó su parte de la serie MTV Unplugged en julio de 2005 en la Academia de Música de Brooklyn. Durante esta sesión, Keys agregó nuevos arreglos a sus canciones originales y realizó algunas portadas de elección. La sesión se lanzó en CD y DVD en octubre de 2005. Simplemente titulado Unplugged, el álbum debutó en el número uno en la lista Billboard 200 de Estados Unidos. Con 196,000 unidades vendidas en su primera semana de lanzamiento. El álbum vendió un millón de copias en los Estados Unidos, donde fue certificado Platino por la RIAA, y dos millones de copias en todo el mundo.  El debut de Keys Unplugged fue el más alto para un álbum de MTV Unplugged desde el MTV Unplugged de 1994 de Nirvana y el primer Unplugged de una artista femenina en debutar en el número uno. El primer sencillo del álbum, "Unbreakable", alcanzó el puesto número 34 en el Billboard Hot 100 y el número cuatro en la lista Hot R&B/Hip-Hop. Permaneció en el número uno en el Billboard Hot Adult R & B Airplay durante 11 semanas. El segundo y último sencillo del álbum, "Every Little Bit Hurts", fue lanzado en enero de 2006, pero no logró ingresar a las listas de éxitos de los EE. UU.

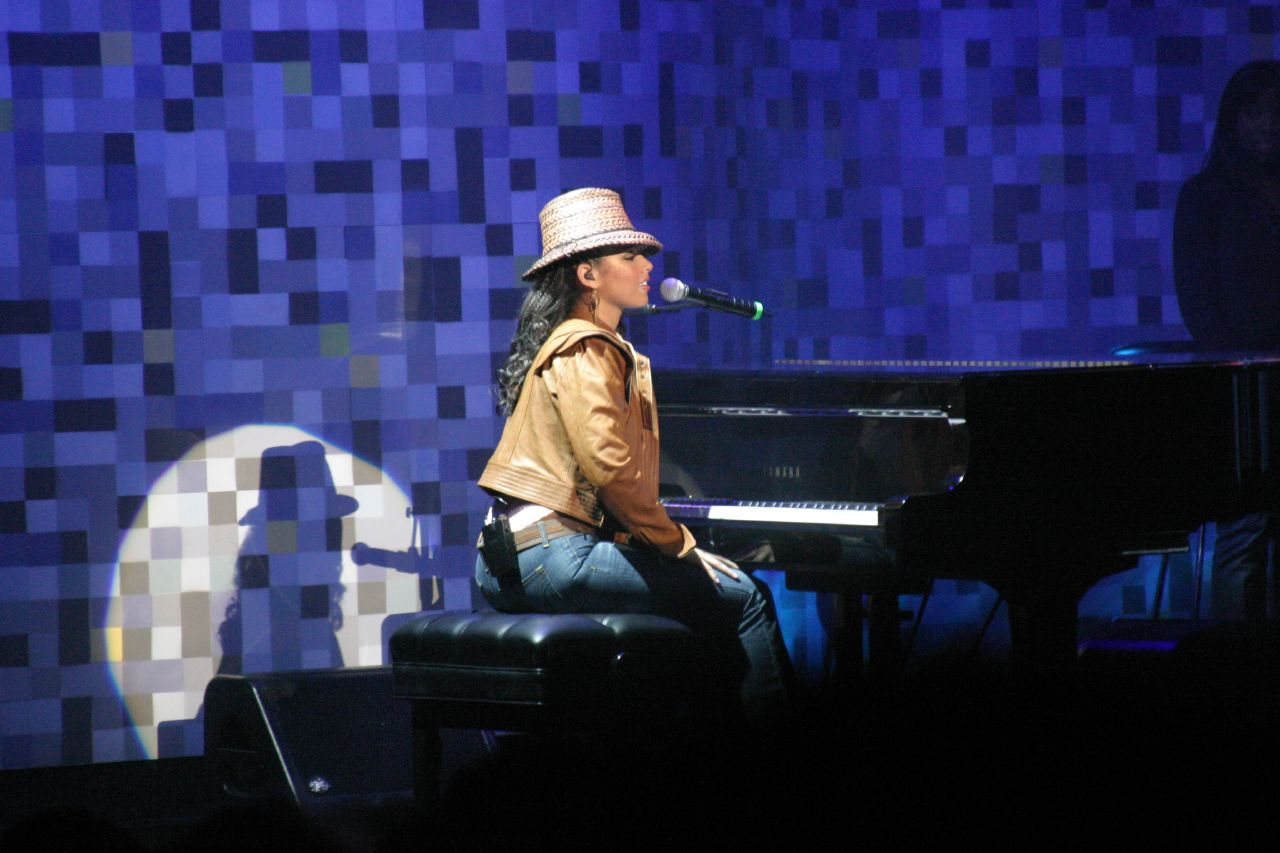
Keys en 2004.

### 2006-2008: Debut cinematográfico yAs I am
En 2006, Keys ganó tres premios NAACP Image Awards, entre los que se incluyen Artista femenina sobresaliente y Canción sobresaliente por "Unbreakable". También recibió el Premio Starlight del Songwriters Hall of Fame. En octubre de 2006, interpretó la voz de Mommy Martian en el episodio "Misión a Marte" de la serie de televisión infantil The Backyardigans, en la que cantó una canción original, "Almost Everything Is Boinga Here".
Keys hizo su debut cinematográfico a principios de 2007 en la película de crimen Smokin 'Aces, coprotagonizada como una asesina llamada Georgia Sykes junto a Ben Affleck y Andy García. Keys recibió muchos elogios de sus coestrellas en la película; Ryan Reynolds la llamó "tan natural" y dijo que "dejaría a todo el mundo alejado". Smokin 'Aces fue un éxito moderado en la taquilla, ganando $ 57,103,895 en todo el mundo durante su carrera teatral. En el mismo año, Keys recibió más elogios por su segunda película, The Nanny Diaries, basada en la novela del mismo nombre de 2002, donde coprotagonizó junto a Scarlett Johansson y Chris Evans. The Nanny Diaries tuvo un éxito moderado en la taquilla, ganando solo $ 44,638,886 en todo el mundo durante su carrera teatral. También fue invitada como protagonista en el episodio "One Man Is an Island" de la serie dramática Cane.
Keys lanzó su tercer álbum de estudio, As I Am, en noviembre de 2007; debutó en el número uno en el Billboard 200, vendiendo 742,000 copias en su primera semana. Keys ganó su mayor venta de la primera semana de su carrera y se convirtió en su cuarto álbum número uno consecutivo, empatándola con Britney Spears para el debut número uno más consecutivo en Billboard 200 de una artista femenina. . La semana se convirtió en la segunda semana de ventas más grande de 2007 y la semana de ventas más grande para una artista solista desde el álbum de la cantante Norah Jones, Feels like Home en 2004. El álbum ha vendido tres millones de copias en los Estados Unidos y ha sido certificado tres veces Platino por la RIAA. Ha vendido cinco millones de copias en todo el mundo. Keys recibió cinco nominaciones para As I Am en el American Music Award 2008 y finalmente ganó dos. El primer sencillo del álbum, "No One", alcanzó el puesto número uno en el Billboard Hot 100 durante cinco semanas consecutivas y Hot R & B / Hip-Hop Songs durante diez semanas consecutivas, se convirtió en su primer sencillo número uno en Hot 100 desde 2004, "My Boo "y convirtiéndose en el tercer y quinto número uno de Keys en cada gráfico, respectivamente. El segundo sencillo del álbum, "Like Nunca me verás otra vez", se lanzó a fines de 2007 y alcanzó el puesto número 12 en el Billboard Hot 100 y el número uno en las Hot R & B / Hip-Hop Songs durante siete semanas consecutivas. Desde el 27 de octubre de 2007, cuando "Nadie" alcanzó el número 1, hasta el 16 de febrero de 2008, la última semana "Como nunca me verías otra vez" estaba en el número 1, las teclas estaban en la parte superior de la tabla para 17 semanas, más semanas consecutivas que cualquier otro artista en la tabla de canciones Hot R&B/Hip Hop.  El tercer sencillo del álbum, "Teenage Love Affair", alcanzó el puesto número 54 en el Billboard Hot 100 y el número tres en el Hot R & B / Hip-Hop Songs. El cuarto y último sencillo del álbum, "Superwoman", alcanzó el puesto número 82 en el Billboard Hot 100 y el número 12 en el Hot R & B / Hip-Hop Songs.

### 2009-2011:The Element of Freedom
En 2009, Keys se acercó a Clive Davis para solicitar una canción para el sexto álbum de estudio de Whitney Houston, I Look to You. Posteriormente, coescribió y produjo el sencillo "Million Dollar Bill" con el productor Swizz Beatz. Meses después, apareció en la canción "Empire State of Mind" del rapero Jay-Z, que fue el primer sencillo de su undécimo álbum de estudio The Blueprint 3. La canción fue un éxito comercial y crítico, hasta llegó al Billboard Hot 100, convirtiéndose en su cuarto canción número uno en esa tabla. Además, ganó los premios Grammy por Mejor colaboración rap y Mejor canción de rap el año siguiente, entre un total de cinco nominaciones.

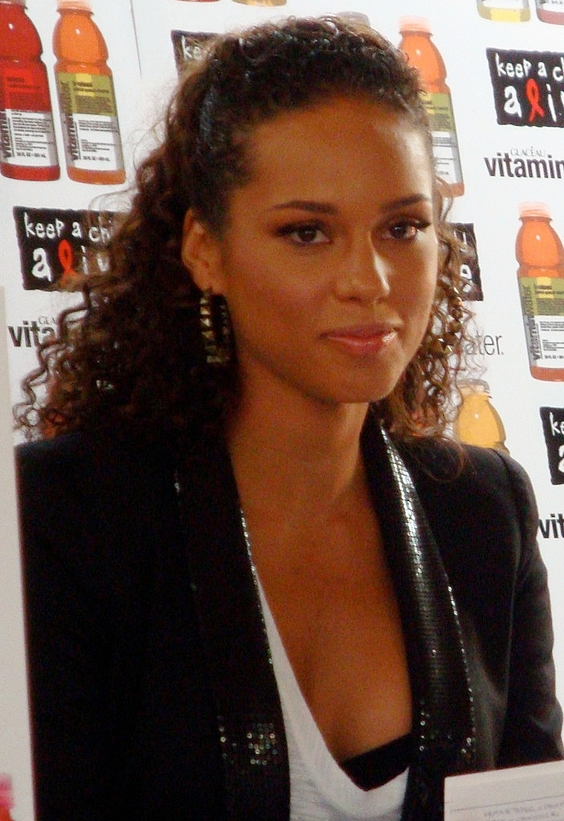
Keys en Sudáfrica para la presentación del concierto inaugural de la Copa Mundial de la FIFA, en junio de 2010.

Keys lanzó su cuarto álbum de estudio, The Element of Freedom, en diciembre de 2009. Debutó en el número dos en el Billboard 200, vendiendo 417,000 copias en su primera semana. Como parte de la campaña promocional para el álbum, actuó en el Festival de Jazz de las Islas Caimán el 5 de diciembre, la noche final del festival de tres días que se emitirá en BET. Fue precedido por el lanzamiento de su primer sencillo "No significa nada", que alcanzó un máximo de sesenta en los Hot 100, y catorce en las canciones Hot R&B/Hip-Hop de Billboard. Keys fue clasificado como la mejor artista de R&B de la década 2000-2009 por la revista Billboard y se ubicó en el número cinco como artista de la década, mientras que "No One" se ubicó en el número seis en las mejores canciones de la revista de la década. En el Reino Unido, The Element of Freedom se convirtió en el primer álbum de Keys en encabezar la lista de álbumes del Reino Unido. El segundo sencillo del álbum, "Try Sleeping with a Broken Heart", fue lanzado en noviembre y alcanzó el puesto veintisiete en el Hot 100 y el número dos en la lista de las mejores canciones de R & B / Hip-Hop. El tercer sencillo del álbum "Put It in a Love Song" presentó al artista de grabación Beyoncé. En febrero de 2010, Keys lanzó el cuarto sencillo, "Empire State of Mind (Part II) Broken Down" alcanzó su punto máximo a los cincuenta y cinco en los Hot 100 y setenta y seis en la lista de canciones Hot R&B/Hip-Hop. En mayo, "Un-Thinkable (I'm Ready)" con el rapero Drake fue lanzado como el quinto sencillo del álbum. Aunque solo alcanzó el puesto veintiún años en el Billboard Hot 100, superó a las Hot R&B/Hip-Hop Songs durante doce semanas consecutivas. La canción se convirtió en el sencillo más exitoso del álbum; siendo la primera canción número uno de Keys en cinco años. El sexto y último sencillo del álbum, "Wait Til You See My Smile", fue lanzado en diciembre de 2010 en el Reino Unido.

### 2012–2015:Girl on Fire

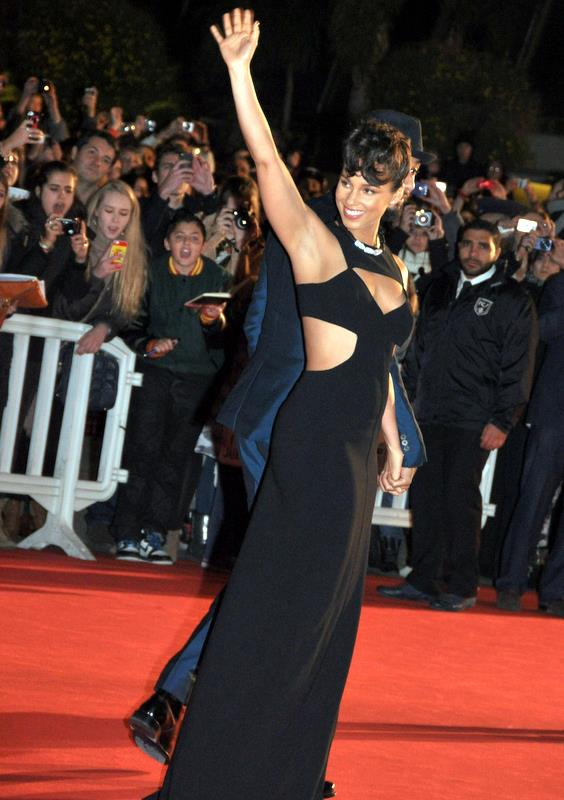
Keys en la entrega número 14 de los premios NRJ Music Awards, el 26 de enero de 2013.

Keys lanzó su quinto álbum de estudio Girl on Fire a través de RCA Records el 27 de noviembre de 2012. Keys ha declarado que quiere que el álbum "libere" y "empodere" a los fanáticos. La canción principal del álbum fue lanzada el 4 de septiembre como su primer sencillo y el número once en Billboard Hot 100, el primer sencillo de los veinte mejores de Keys en la lista desde el sencillo de 2007 "Like Never Never Me Me Again". La canción por primera vez en los MTV Video Music Awards 2012 el 6 de septiembre. "Girl on Fire" es un himno uptempo. "Brand New Me" fue lanzado como el segundo sencillo del álbum. Una balada más suave, se observó que era significativamente diferente del sencillo principal del álbum. Anteriormente, dos canciones de Girl on Fire fueron lanzadas como promoción. El primero fue una canción titulada "New Day". Más tarde se reveló que la canción era la versión en solitario del primer sencillo de 50 Cent con el Dr. Dre y Keys. Otra canción fue, "Not Even the King" se subió a VEVO como una canción promocional. Coescrito por la cantante y compositora escocesa Emeli Sandé, en sus letras se habla de un rico amor que "el rey" no podía ofrecer. Las ventas totales del álbum fueron considerablemente más bajas que las anteriores de Keys.
En septiembre de 2012, Keys colaboró con Reebok para su propia colección de zapatillas.  En octubre de 2012, Keys anunció su asociación con Bento Box Entertainment de Bento Box Entertainment para crear una aplicación móvil educativa titulada "The Journals of Mama Mae and LeeLee" para dispositivos iOS sobre la relación entre una joven de la ciudad de Nueva York y su sabia abuela. La aplicación incluirá dos de las canciones originales de Keys, "Follow the Moon" y "Unlock Yourself".
En marzo de 2013, VH1 colocó a Keys en el número 10 en su lista de los 100 artistas más atractivos. En junio de 2013, el especial Keys 'VH1 Storytellers se lanzó en CD y DVD. Además, Keys y Maxwell estaban trabajando en un EP de duetos tipo "Marvin Gaye / Tammi Terrell".  En 2013, realizó un dueto con la cantante italiana Giorgia en la canción "I Will Pray (Pregherò)". En noviembre, la canción fue extraída como el segundo sencillo del álbum Senza Paura de Giorgia y se ha comercializado en tiendas digitales de todo el mundo. En 2014, Keys colaboró con Kendrick Lamar en la canción "It's on Again" para la banda sonora de The Amazing Spider-Man 2: Rise of Electro. En julio de 2014, se informó que Keys había cambiado la administración de Will Botwin de Red Light Management a Ron Laffitte y Guy Oseary en Maverick.
El 8 de septiembre de 2014, Keys subió el video musical a una nueva canción llamada "We Are Here" en su página de Facebook, acompañada de una extensa actualización de estado que describe su motivación e inspiración para escribir la canción. Fue lanzado digitalmente la semana siguiente. Keys también estaba trabajando con Pharrell Williams en su sexto álbum de estudio, el primer set para su lanzamiento en 2015. En una entrevista con Vibe, Keys describió el sonido del álbum como "agresivo".  Keys también tocó el piano en una canción "Living for Love" producida por Diplo que apareció en el decimotercer álbum de estudio de Madonna, Rebel Heart (2015). En noviembre de 2014, Keys anunció que lanzará una serie de libros para niños. El primer libro publicado se titula Blue Moon: From the Journals of MaMa Mae and LeeLee. Keys dio a luz a su segundo hijo, el hijo Genesis Ali Dean, el 27 de diciembre de 2014.  En 2015 Keys se presentó en los BET Awards 2015 con The Weeknd. En septiembre de 2015, Swizz Beatz declaró que el sexto álbum de estudio de Keys se lanzará en 2016. Keys interpretó al personaje Skye Summers en la segunda temporada de Empire. Apareció por primera vez en el episodio "Sinned Against", que se emitió el 25 de noviembre de 2015.

### 2016-2018:HereyThe Voice
El 25 de marzo de 2016, Keys anunció como nueva jueza de la temporada 11 de The Voice. Durante el final de The Voice, llegó en tercer lugar con el miembro del equipo We 'McDonald. El 4 de mayo de 2016, Keys lanzó su primer sencillo en cuatro años, titulado "In Common". El 28 de mayo de 2016, Keys se presentó en la ceremonia de apertura de la Final de la Liga de Campeones de la UEFA 2016 en San Siro, Milán. La canción superó la lista de Billboard Dance Club Songs el 15 de octubre..  El 20 de junio de 2016, Día Mundial de los Refugiados, Keys lanzó el cortometraje Let Me In, que ella produjo junto con su organización We Are Here. La película es una reimaginación de la crisis de refugiados que tiene lugar en los Estados Unidos. El 26 de julio de 2016, Keys se presentó en la Convención Nacional Demócrata de 2016 en Filadelfia. En octubre de 2016, lanzó un sencillo del próximo álbum Here llamado Blended Family (What You Do For Love). A $ AP Rocky. El 1 de noviembre de 2016, Keys presentó su cortometraje, "The Gospel", para acompañar el LP. Here se lanzó el 4 de noviembre, alcanzando el número 2 de Billboard 200, convirtiéndose en su séptimo álbum entre los 10 primeros. Alcanzó su punto máximo en el número uno en la lista de álbumes de R&B/Hip-Hop.  El 9 de octubre de 2016, Keys realizó un concierto Aquí en Times Square en Times Square, Nueva York. La presentación fue televisada por BET el 3 de noviembre de 2016.

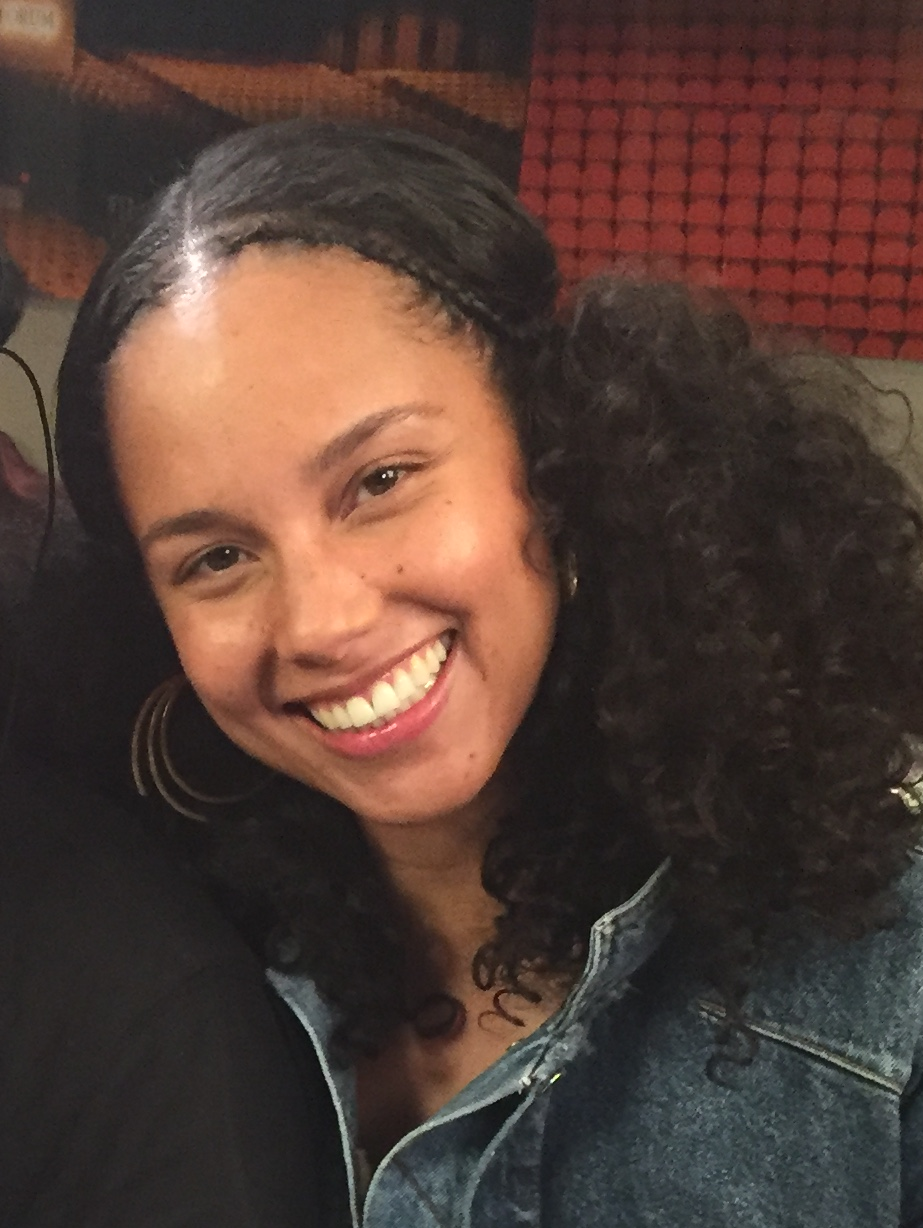
Keys en 2017.

En enero de 2017, lanzó la canción "That's What's Up" que reimagina el segmento de la palabra hablada en la canción de Kanye West "Low Lights". Keys regresó para la duodécima serie de The Voice y ganó la competencia con su artista Chris Blue, el 23 de mayo de 2017. En mayo de 2017, en una entrevista con Entertainment Tonight, Keys anunció que estaba trabajando en su séptimo álbum de estudio, por lo que hizo No volverás para la decimotercera serie de The Voice.  En una carta a sus fanes, en el décimo aniversario de 'As I Am', ella reveló que el álbum está casi listo. El 17 de septiembre de 2017, Keys se presentó en Rock in Rio, en una actuación poderosa y aclamada. El 18 de octubre de 2017, NBC anunció que Keys volvería a la serie para la decimocuarta temporada del programa The Voice junto a los veteranos Levine, Shelton y el nuevo entrenador Kelly Clarkson. Ella ocupó el segundo lugar con su miembro del equipo, Britton Buchanan. Ella no regresará para la próxima decimoquinta temporada de The Voice.  Escribió y compuso la canción "We Are Here", que apareció en el cortometraje We Rise; esa película fue parte de la exhibición "Hotbed" de la New York History Society sobre el sufragio femenino, que se realizó del 3 de noviembre de 2017 al 25 de marzo de 2018. El 5 de diciembre de 2017, el artista de hip-hop Eminem reveló que Keys colaboró en la canción "Like Home" para su noveno álbum de estudio Revival.

### 2019-2022:Alicia,Keysy autobiografía

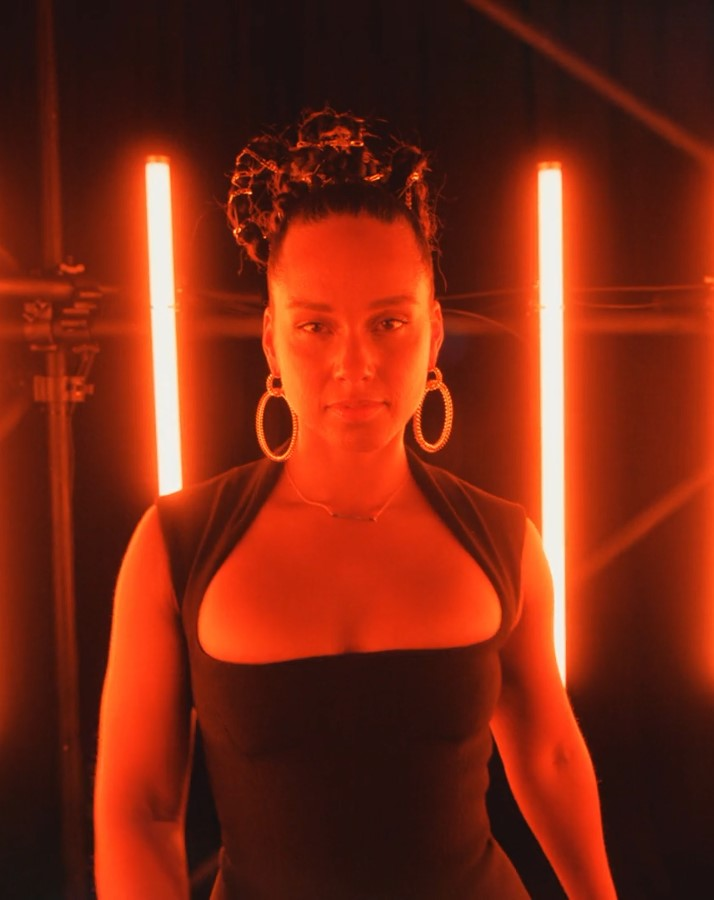
Alicia Keys en 2019.

En 2019, el 19 de abril, lanza el segundo remix de Calma, de Pedro Capó y Farruko. El 17 de septiembre de 2019, Keys debutó el sencillo principal «Show Me Love» de su próximo álbum de estudio, interpretó la canción por primera vez durante su aparición en el iHeart Radio Music Festival en Las Vegas el 21 de septiembre de 2019. En noviembre del mismo año, publicó «Time Machine», junto con un EP con versiones remix titulado «Time Machine (Remixes)». Keys mencionó en una entrevista con Billboard en diciembre de 2019, diciendo que trabajar en su próximo álbum fue «la mejor terapia que he tenido».
El siguiente sencillo del álbum «Underdog» se lanzó el 9 de enero de 2020, la pista se presentó en la 62a Entrega Anual de los Premios Grammy. Anunció formalmente el álbum Alicia el 20 de enero de 2020. Para continuar con la promoción del disco, publicó el tema «Good Job» canción dedicada a los profesionales que trabajan en primera línea y que arriesgan sus vidas al servicio de personas con sospecha de COVID-19 y posteriormente, lanzó «Perfect Way to Die», que abordó los casos de brutalidad policial y racismo en Estados Unidos, tema que surgió recientemente con protestas motivadas por las muertes de George Floyd y Breonna Taylor. El siguiente sencillo «So Done» en colaboración con el cantante Khalid se lanzó el 14 de agosto de 2020, junto con un video musical dirigido por Andy Hines y protagonizado por la actriz Sasha Lane, el tema «Love Looks Better» se publicó a inicios de septiembre de 2020. Ese mismo mes, después de retrasarse su fecha de lanzamiento del 20 de marzo debido a la pandemia de COVID-19, anunció el 14 de septiembre de 2020 que el álbum se lanzaría el 18 del mismo mes.
Keys publicó sus memorias More Myself: A Journey el 31 de marzo de 2020. En septiembre de 2020, Keys lanzó su marca de estilo de vida Keys Soulcare. Keys y Brandi interpretaron «A Beautiful Noise» en Every Vote Counts: A Celebration of Democracy en la cadena CBS.
El 7 de abril de 2022, Keys lanzó «City of Gods (Part II)» a través de su propio sello AKW Records. Fue escrito y producido por Keys y es una secuela del single «City of Gods» de Fivio Foreign, Kanye West y Keys. El 14 de julio de 2022, Keys desveló que «Come for Me» con Khalid y Lucky Daye sería lanzado como el siguiente y último sencillo, antes de una reedición del álbum titulada Keys II durante el mes siguiente. El vídeo musical se estrenó el mismo día.

### 2022- presente:Santa BabyyHell's Kitchen
álbum de estudio y primer álbum navideño, Santa Baby, el 4 de noviembre de 2022, exclusivamente en Apple Music. Fue su primer lanzamiento como artista independiente bajo su propio sello discográfico, Alicia Keys Records. También lanzado como su debut con el sello Mom+Pop, alcanzó el puesto 148 en la lista  Billboard 200. Entre junio y agosto de 2023, Keys realizó la gira "Keys to the Summer" por Norteamérica.
En febrero de 2024, Keys actuó en el espectáculo de medio tiempo del Super Bowl LVIII como invitada de Usher, el artista principal; interpretó «If I Ain't Got You», antes de unirse a Usher para cantar a dúo «My Boo».
En marzo de 2024, Keys lanzó «Kaleidoscope», el sencillo principal de la banda sonora de Hell's Kitchen. «Finally», la colaboración de Keys con Swedish House Mafia, se lanzó en agosto de 2024.

## Vida personal
En el año 2010, Alicia Keys se casó con el músico Swizz Beatz, en ese mismo año tuvieron su primer hijo, Egypt Dean.
El 31 de julio de 2014 la cantante anunció su segundo embarazo, celebrando cuatro años de matrimonio con Beatz.
La madrugada del 27 de diciembre de 2014, Alicia Keys y Swizz Beatz se convirtieron en padres por segunda ocasión, su hijo recibió el nombre de Génesis Ali Dean.

## Discografía

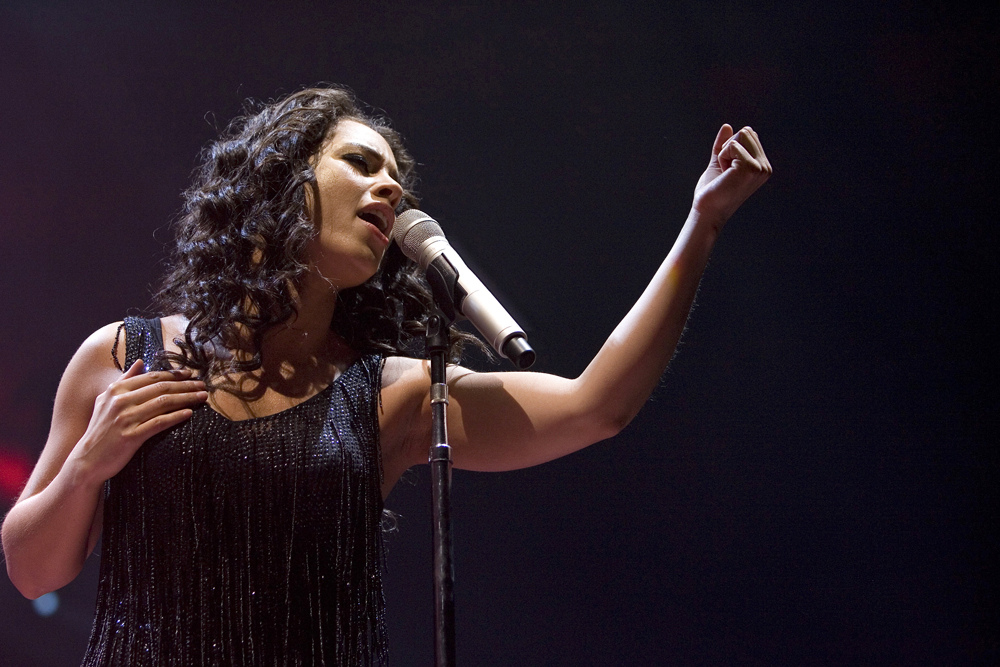
Keys durante una presentación, en 2008.

Álbumes de estudio
- 2001: Songs in A Minor
- 2003: The Diary of Alicia Keys
- 2007: As I Am
- 2009: The Element of Freedom
- 2012: Girl on Fire
- 2016: Here
- 2020: Alicia
- 2021: Keys
- 2022: Santa Baby

## Filmografía
Películas protagonizadas
- 2006: Smokin' Aces
- 2007: The Nanny Diaries
- 2008: The Secret Life of Bees

## Libros
- 2004: Tears for Water
- 2005: The Diary of Alicia Keys
- 2007: The Songbook

## Giras
- Songs in A Minor Tour (2001–2002)
- Verizon Ladies First Tour (2004)
- Diary Tour (2005)
- As I Am Tour (2008)
- Freedom Tour (2010)
- Set the World on Fire Tour (2013)
- Alicia + Keys World Tour (2022–2023)

## Canciones Inéditas
- It's On Again Tema De The Amazing Spiderman 2 ft. Kendrick Lamar